# 김정길 (태권도인)
김정길(1936년 2월 23일~)은 대한민국의 무술가이다. 미국에서 타이거 킴(Tiger Kim)이라는 이름으로 활동했다.AAU 태권도 협회장을 지냈으며, 조지 부시 미국 대통령으로부터 대통령 챔피언 상을 받았다. 또한 2006년까지 대한민국태권도협회 회장을 역임했다.